# Jean-Eudes Maurice
Jean-Eudes Maurice (Alfortville, 21 giugno 1986) è un ex calciatore francese naturalizzato haitiano, di ruolo attaccante.

## Carriera

### Nazionale
Viene convocato per la Copa América Centenario negli Stati Uniti.

## Palmarès

### Club

#### Competizioni nazionali
- Coppa di Francia: 1

PSG: 2009-2010
- Coupe de la Ligue: 1

PSG: 2009-2010
- Supercoppa francese: 1

Paris Saint-Germain: 2013